# Jean de Florette
Jean de Florette är en fransk film från 1986, i regi av Claude Berri. Filmen är baserad på en roman av Marcel Pagnol. Den fick uppföljaren Jean de Florette del 2 - Manons källa. 

## Handling
Historien utspelas i Provence på 1920-talet. Uppe på kullarna bor storbonden Papet och hans brorson Ugolin. Ugolin tänker börja odla nejlikor men till det krävs mer vatten. Den folkilskne grannen Marius har en källa på sina marker, men vägrar sälja. Under ett bråk råkar Papet slå Marius huvud mot en sten så att denne förlorar medvetandet. 
Papet och Ugolin lämnar platsen och Marius avlider av skadorna. En man från staden, Jean, får ärva Marius gård. Ugolin och Papet täpper i lönndom till källan i hopp om att kunna köpa marken billigt. Jeans odlingar som är beroende av källan ödeläggs, och han dör i en olycka när han försöker spränga fram vatten ur berget. Vad de båda förövarna inte vet är att de blivit iakttagna av Jeans dotter Manon när de strax efter Jeans död öppnar källan igen. 

## Rollista
- Gérard Depardieu - Jean
- Yves Montand - Papet
- Daniel Auteuil - Ugolin